# Dunaújváros Gorillaz 2013
Questa voce raccoglie le informazioni riguardanti i Dunaújváros Gorillaz nelle competizioni ufficiali della stagione 2013.

## Divízió I 2013

### Stagione regolare
| 14 aprile 2013 3ª giornata | Budapest Cowboys | 28 – 21 | Dunaújváros Gorillaz |  |

| 27 aprile 2013 4ª giornata | Dunaújváros Gorillaz | 39 – 7 | Jászberény Wolverines |  |

| 4 maggio 2013 5ª giornata | Miskolc Steelers | 6 – 32 | Dunaújváros Gorillaz |  |

| 11 maggio 2013 6ª giornata | Dunaújváros Gorillaz | 42 – 6 | Tata Mustangs |  |

| 26 maggio 2013 8ª giornata | Dunaújváros Gorillaz | 35 – 0 | Szolnok Soldiers |  |

| 9 giugno 2013 10ª giornata | Budapest Titans | 7 – 14 | Dunaújváros Gorillaz |  |

### Playoff
| 29 giugno 2013 Semifinale | Dunaújváros Gorillaz | 43 – 0 | Békéscsaba Raptors |  |

| 13 luglio 2013 Pannon Bowl | Dunaújváros Gorillaz | 6 – 12 | Budapest Cowboys |  |

## Statistiche di squadra
| Competizione      | %Vittorie | In casa | In casa | In casa | In casa | In casa | In casa | In trasferta | In trasferta | In trasferta | In trasferta | In trasferta | In trasferta | Totale | Totale | Totale | Totale | Totale | Totale |
| Competizione      | %Vittorie | G       | V       | N       | P       | Pf      | Ps      | G            | V            | N            | P            | Pf           | Ps           | G      | V      | N      | P      | Pf     | Ps     |
| ----------------- | --------- | ------- | ------- | ------- | ------- | ------- | ------- | ------------ | ------------ | ------------ | ------------ | ------------ | ------------ | ------ | ------ | ------ | ------ | ------ | ------ |
| Stagione regolare | .833      | 3       | 3       | 0       | 0       | 116     | 13      | 3            | 2            | 0            | 1            | 67           | 41           | 6      | 5      | 0      | 1      | 183    | 54     |
| Playoff           | .500      | 2       | 1       | 0       | 1       | 49      | 12      | 0            | 0            | 0            | 0            | 0            | 0            | 2      | 1      | 0      | 1      | 49     | 12     |
| Totale            | .750      | 5       | 4       | 0       | 1       | 165     | 25      | 3            | 2            | 0            | 1            | 67           | 41           | 8      | 6      | 0      | 2      | 232    | 66     |